# Evangelhos de Oxirrinco
Os Evangelhos de Oxirrinco são dois manuscritos fragmentários (números 840 e 1224 na Biblioteca Britânica), descobertos entre os papiros descartados em Oxirrinco, no Egito. Desconhecidos da maioria dos leigos, eles lançam alguma luz sobre as primitivas tradições evangélicas não-canônicas.

## Oxirrinco 840 (P.Oxy. V 840)

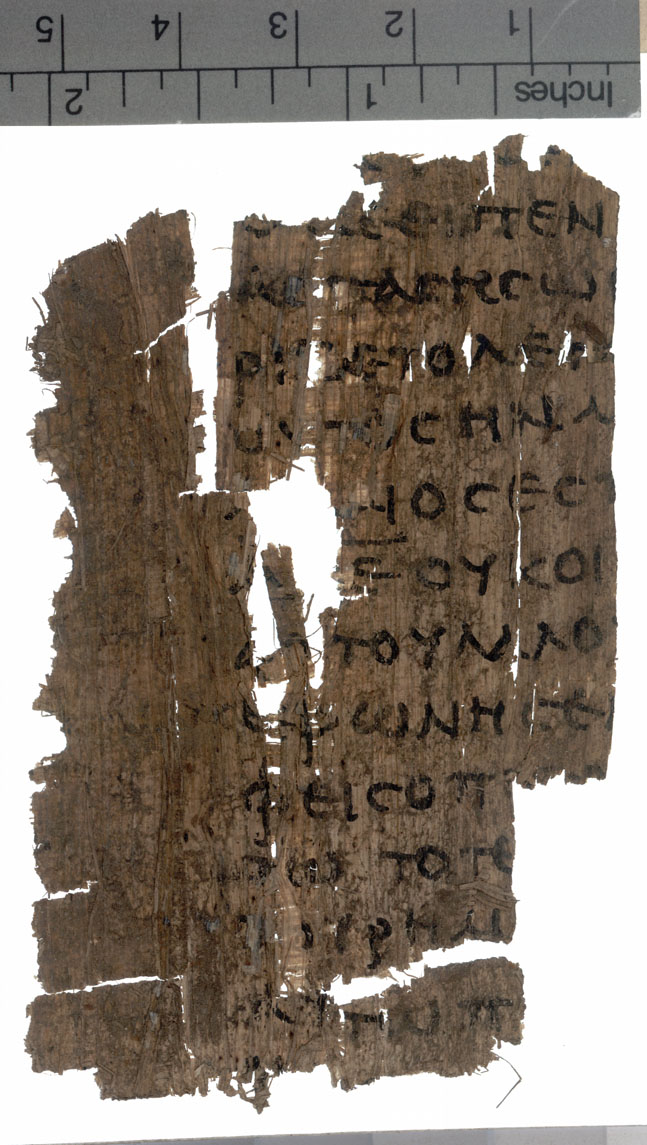
Fragmento encontrado entre os Papiros de Oxirrinco

Oxirrinco 840, descoberto em 1905, é uma pequena folha de papel velino com quarenta e cinco linhas de texto escrito dos dois lados em uma letra minúscula e caprichada, que data do século IV dC, quase quadrado e menor do que 10 cm de largura. O texto provavelmente é anterior ao ano 200 dC e mais nada mais é possível determinar até o momento. Na sua introdução em The Complete Gospels, Philip Sellew nota que este fragmento era provavelmente um amuleto, talvez usado como um colar. Acredita-se que o texto foi escrito na primeira metade do século II. Sellew afirma que ele é "similar aos Evangelhos do Novo Testamento no estilo e no tom".
O fragmento começa com o fim de um aviso sobre um malfeitor que premedita sem levar a próxima vida em consideração. Seguem seções narrativas sem paralelo em nenhuma tradição evangélica conhecida, sobre um encontro de Jesus com "um fariseu, um líder entre os padres" que tenta expulsar Jesus e os apóstolos do Templo como sendo ritualisticamente impuros. Jesus responde contrapondo a pureza, alcançada por abluções com água usada por cães e porcos, como uma prostituta, com a água portadora da vida que vem do céu no batismo.
Jesus é chamado "Salvador" (em grego:  Σωτήρ), o que é raro no Novo Testamento, ainda que se encontre alguns exemplos[a]. O autor do fragmento também acredita que leigos devem trocar de roupas ao entrar no Templo, algo que não encontra evidências. O autor é claramente hostil ao Judaísmo, mas ele sabe pouco sobre ele, do que se presume que o texto não é originário da Judeia. A vaga noção que ele tem dos detalhes sobre os rituais do Templo sugerem uma relação com um círculo influenciado pelas epístolas de João, provavelmente na Síria.

## Oxirrinco 1224 (P.Oxy. X 1224)
Oxirrinco 1224 consiste em dois pequenos fragmentos de papiro do final do século III ou início do século IV e formado por seis passagens, cada uma do tamanho de uma sentença. Duas das maiores são comparáveis à Marcos 2:17 e Lucas 9:50, mas as diferenças no fraseado mostram que são independentes dos Evangelhos. Uma data precisa para a composição é desconhecida, sendo 50 d.C. uma possibilidade embora uma data mais próxima de 150 dC seja mais amplamente aceita pelos estudiosos. John Dominic Crossan nota na introdução ao fragmento em The Complete Gospels que o estado mutilado do texto resulta em reconstruções fortemente conjecturais do texto, que, no entanto "não parece ser dependente dos Evangelhos do Novo Testamento". Ele também acredita que a data mais provável do texto seja a metade do século I.
Como um evangelho independente, ele pertence, até onde o seu estado fragmentário permite afirmar, não aos evangelhos discursivos envolvendo o Jesus ressuscitado[b], mas aos evangelhos de ditos com ênfase no Jesus terreno[c].